# بلدة غرينوود (مقاطعة أوسكودا)
غرينوود، مقاطعة أوسكودا (بالإنجليزية: Greenwood Township, Oscoda County, Michigan)‏ هي بلدة تقع بولاية ميشيغان في الولايات المتحدة. تبلغ مساحتها 183.5 (كم²)، وترتفع عن سطح البحر 359 م، بلغ عدد سكانها 1121 نسمة في عام تعداد الولايات المتحدة 2010 حسب إحصاء مكتب تعداد الولايات المتحدة وتصل الكثافة السكانية فيها 6.1 نسمة/كم2.

## وصلات خارجية
- The US50 - Cities and Towns in Michigan State
- Michigan Cities and Towns, Facts, Map, Flag, Colleges, Government, and More